# Fuerzas Armadas de Yibuti
Las Fuerzas Armadas de Yibuti (en francés: Forces Armées Djiboutiennes) (en árabe: الجيش الجيبوتي) (en somalí: Ciidanka Dalka Jabuuti) son las fuerzas militares de Yibuti, están formadas por el Ejército de Yibuti, la Fuerza Aérea de Yibuti, la Armada de Yibuti y la Guardia Costera de Yibuti.

## Introducción
En 2018, las Fuerzas Armadas de Yibuti contaban con 20 470 (2018) tropas terrestres, que se dividen en varios regimientos y batallones guarnecidos en diversas zonas del país. Las Fuerzas Armadas de Yibuti son un actor importante en la zona del estrecho de Bab-el-Mandeb y el Mar Rojo. Su lema es "victoria o muerte". En 2015, el general Zakaria Chiek Imbrahim era el jefe del Estado Mayor de las Fuerzas Armadas de Yibuti, cargo que asumió en noviembre de 2013. Yibuti siempre ha sido un miembro muy activo de la Unión Africana y de la Liga Árabe.

## Historia

Mapa del Antiguo Egipto y del país de Punt.

La historia militar de Yibuti abarca las principales guerras y conflictos bélicos que involucraron a los imperios y sultanatos históricos en el territorio del actual Yibuti, hasta los tiempos modernos. También cubre las tradiciones marciales y el equipamiento empleado por el Ejército de Yibuti y sus oponentes. En la Edad Antigua, el territorio formaba parte del país de Punt. La zona de Yibuti, junto con las otras localidades de la región del Cuerno de África, fue más tarde la sede de los sultanatos medievales de Adal e Ifat. A finales del siglo XIX, se estableció la colonia de la Somalia francesa, tras los tratados firmados por los sultanes somalíes y afar con los franceses. Posteriormente el territorio pasó a denominarse Territorio Francés de los Afars y de los Issas en 1967. Una década más tarde, el pueblo yibutiano votó por la independencia, marcando oficialmente el establecimiento de la República de Yibuti. 

### Guerra entre Ifat y Etiopía

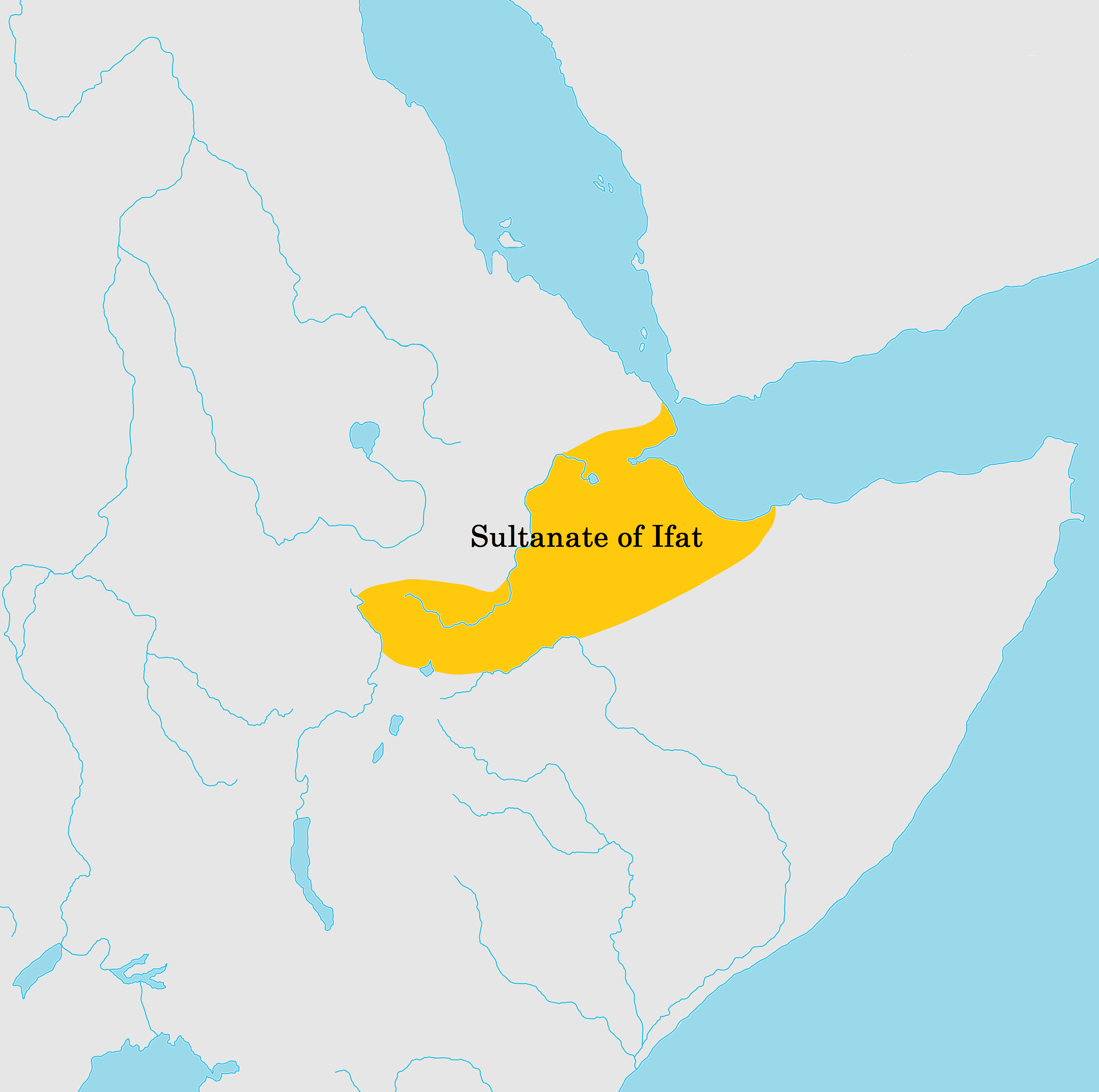
Mapa del Sultanato de Ifat en el.

Taddesse Tamrat explica la expedición militar del Sultán Umar como un esfuerzo por consolidar los territorios musulmanes en la región del Cuerno de África, de la misma manera que el Emperador de Etiopía, Yekuno Amlak, restaurador de la Dinastía salomónica, intentaba unificar los territorios cristianos en las tierras altas de Etiopía durante el mismo período. Estos dos estados inevitablemente entraron en conflicto por Shewa y territorios más al sur. Se produjo una larga guerra, pero los sultanatos musulmanes de la época no estaban fuertemente unificados. Ifat fue finalmente derrotado por el emperador Amda Seyon I de Etiopía en 1332 y se retiró de Shewa.

### Conquista de Abisinia

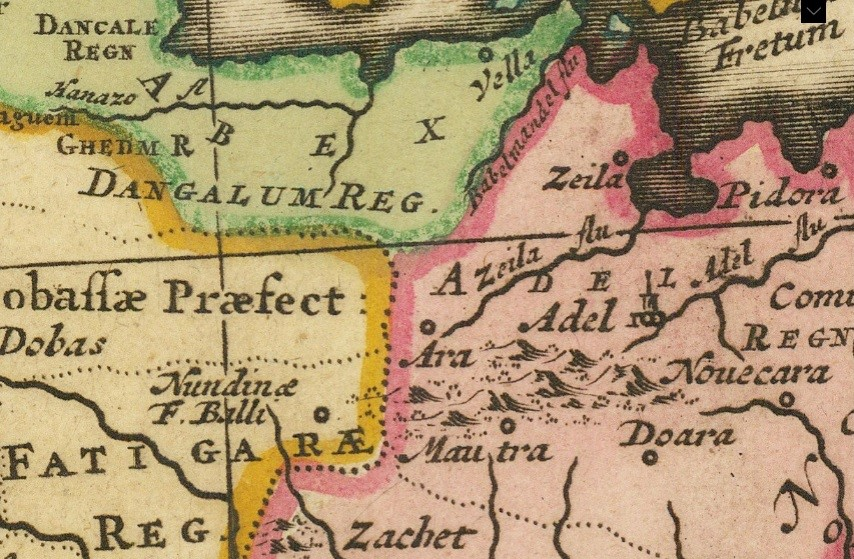
Mapa de la región de Adel.

A mediados de la década de 1520, el imán Ahmad ibn Ibrihim al-Ghazi conquistó Adal y lanzó una guerra santa contra la Etiopía cristiana, que entonces estaba bajo el liderazgo de David II de Etiopía. El ejército del sultán recibió suministros con armas de fuego del Imperio otomano, Ahmad pudo derrotar a los etíopes en la batalla de Shimbra Kure en 1529 y tomar el control de las ricas tierras altas del macizo etíope, aunque los etíopes continuaron resistiendo en las tierras altas. En 1541, los portugueses, que tenían intereses creados en el Océano Índico, enviaron ayuda a los etíopes en forma de 400 mosqueteros. Adal, en respuesta, recibió la ayuda de 900 soldados otomanos. El imán Ahmad tuvo éxito inicialmente contra los etíopes durante la campaña del otoño de 1542, matando al comandante portugués Cristóbal de Gama en agosto de ese mismo año. Sin embargo, los mosqueteros portugueses resultaron decisivos en la derrota de Adal en la batalla de Wayna Daga, cerca del lago Tana, en febrero de 1543, donde el valiente Ahmad tuvo el honor de encontrar el martirio en gloriosa batalla. Posteriormente, los etíopes retomaron la meseta de Amhara y se recuperaron de sus pérdidas contra Adal. Los otomanos, por su parte, tenían problemas que resolver en el Mediterráneo y no pudieron ayudar a los sucesores de Ahmad. Cuando el Sultanato de Adel se derrumbó en 1577, la sede del sultanato se trasladó de Harrar a Asayita, en la región desértica de Afar, y comenzó un nuevo sultanato.

### Primera Guerra Mundial

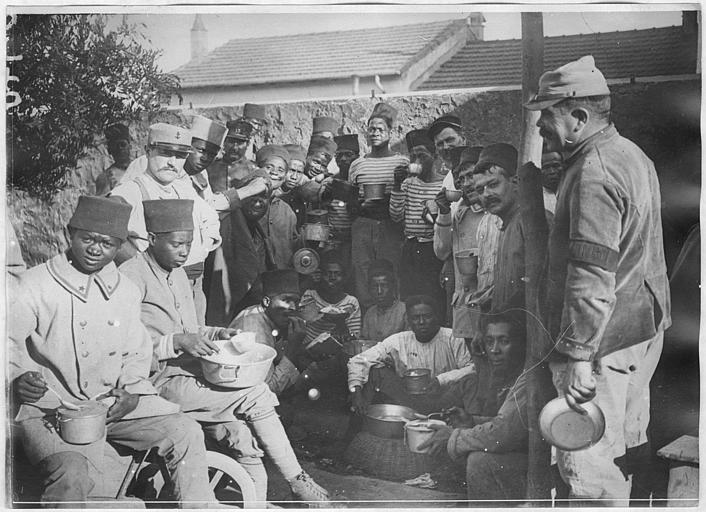
Reclutas somalíes y senegaleses en el campamento militar.

El primer batallón de tiradores somalíes, fue formado en 1915 a partir de reclutas de la costa de la Somalia francesa, fue una unidad militar perteneciente al ejército colonial francés. Se distinguió durante la Primera Guerra Mundial, durante la recuperación del Fuerte Douaumont, en la Batalla de Verdún, en octubre de 1916, junto al regimiento de infantería "Chars de Marine". En mayo de 1917, el batallón luchó en la batalla del Camino de las Damas y obtuvo una mención en los despachos. En octubre de 1917, el batallón combatió en la segunda batalla del Aisne. Posteriormente, el batallón luchó en la batalla de La Malmaison y recibió una segunda mención en los despachos de las fuerzas armadas francesas. Entre mayo y junio de 1918, los miembros del batallón participaron en la tercera batalla del Aisne, y en julio de ese mismo año, en la Segunda Batalla del Marne. Entre agosto y septiembre de 1918, el batallón somalí luchó en el frente del Oise, y en octubre de 1918 la unidad recibió una nueva mención en los despachos, y obtuvo el derecho a llevar un cordón militar con los colores de la cinta de la Cruz de guerra (1914-1918). Entre 1915 y 1918, más de 2000 tiradores yibutianos sirvieron en combate en la Primera Guerra Mundial, sus pérdidas se estiman en 517 muertos y entre 1000 y 1200 heridos. 

### Segunda Guerra Mundial

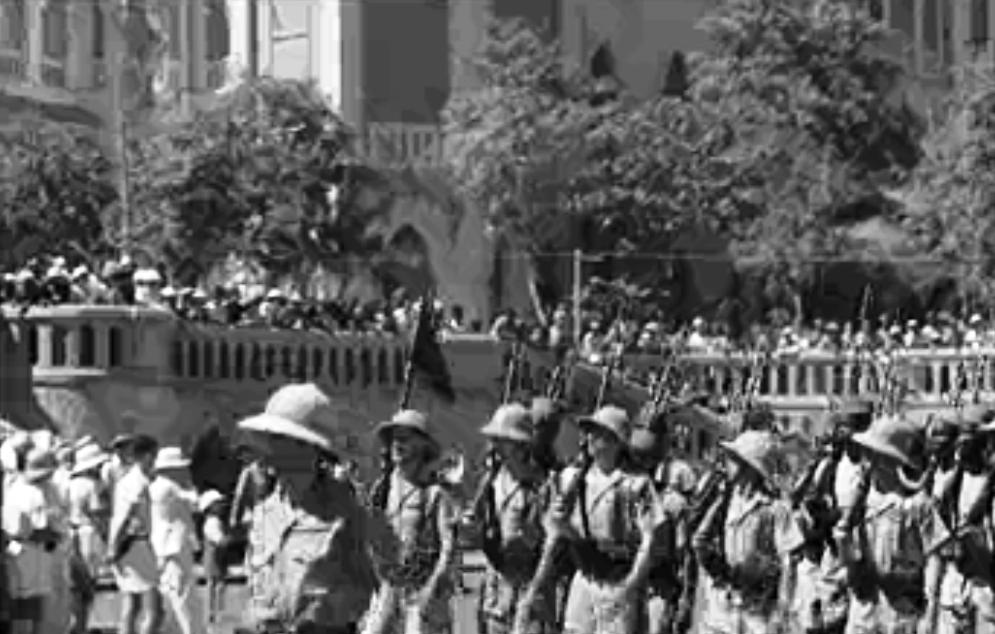
Desfile militar británico en el Palacio Presidencial de la ciudad de Yibuti (1942).

Durante la invasión y ocupación italiana de Etiopía a mediados de la década de 1930 y durante las primeras etapas de la Segunda Guerra Mundial, se produjeron constantes escaramuzas fronterizas entre las fuerzas desplegadas en la Somalia francesa y las fuerzas italianas en el África Oriental Italiana. Después de la Batalla de Francia en 1940, la Somalia francesa declaró su lealtad a la Francia de Vichy. La colonia permaneció leal a la Francia de Vichy durante la Campaña de África Oriental pero se mantuvo al margen de ese conflicto. Las fuerzas británicas en Etiopía comenzaron a lanzar panfletos llamando a la Somalia francesa a unirse a la Francia Libre. El periódico Djibouti Libre, publicado en Dire Dawa también fue lanzado desde el aire sobre la colonia controlada por el régimen de Vichy, y fue retransmitido por radio un noticiero de 15 minutos de duración. En 1942, el gobierno de Vichy destituyó al gobernador Pierre Nouailhetas después de que sus superiores decidieron que mantenía una postura demasiado cercana con los británicos. Nouailhetas delegó su autoridad en el comandante militar, el general Truffert. Dos batallones, acompañados de civiles, abandonaron Yibuti para unirse a las fuerzas británicas en la Somalia británica. El General Truffert fue obligado a dimitir y cedió el poder a su ayudante, el General Dupont, después de que una gran mayoría de los administradores militares y civiles de Yibuti amenazaran con marcharse a la Somalia ocupada por los británicos. Esta situación duró hasta diciembre de 1942, para entonces, los italianos habían sido derrotados y la colonia francesa estaba aislada por un bloqueo británico. Las fuerzas francesas libres y los aliados recuperaron la capital de la colonia, Yibuti, a finales de 1942. Un batallón local de Yibuti participó en la liberación de Francia en 1944. Los tiradores de Yibuti lucharon en Pointe de Grave, en la región del Médoc, en abril de 1945. El 22 de abril de 1945, el General Charles De Gaulle concedió a la unidad una mención en los despachos y condecoró al batallón en Soulac-sur-Mer. 

### Guerra de Ogadén

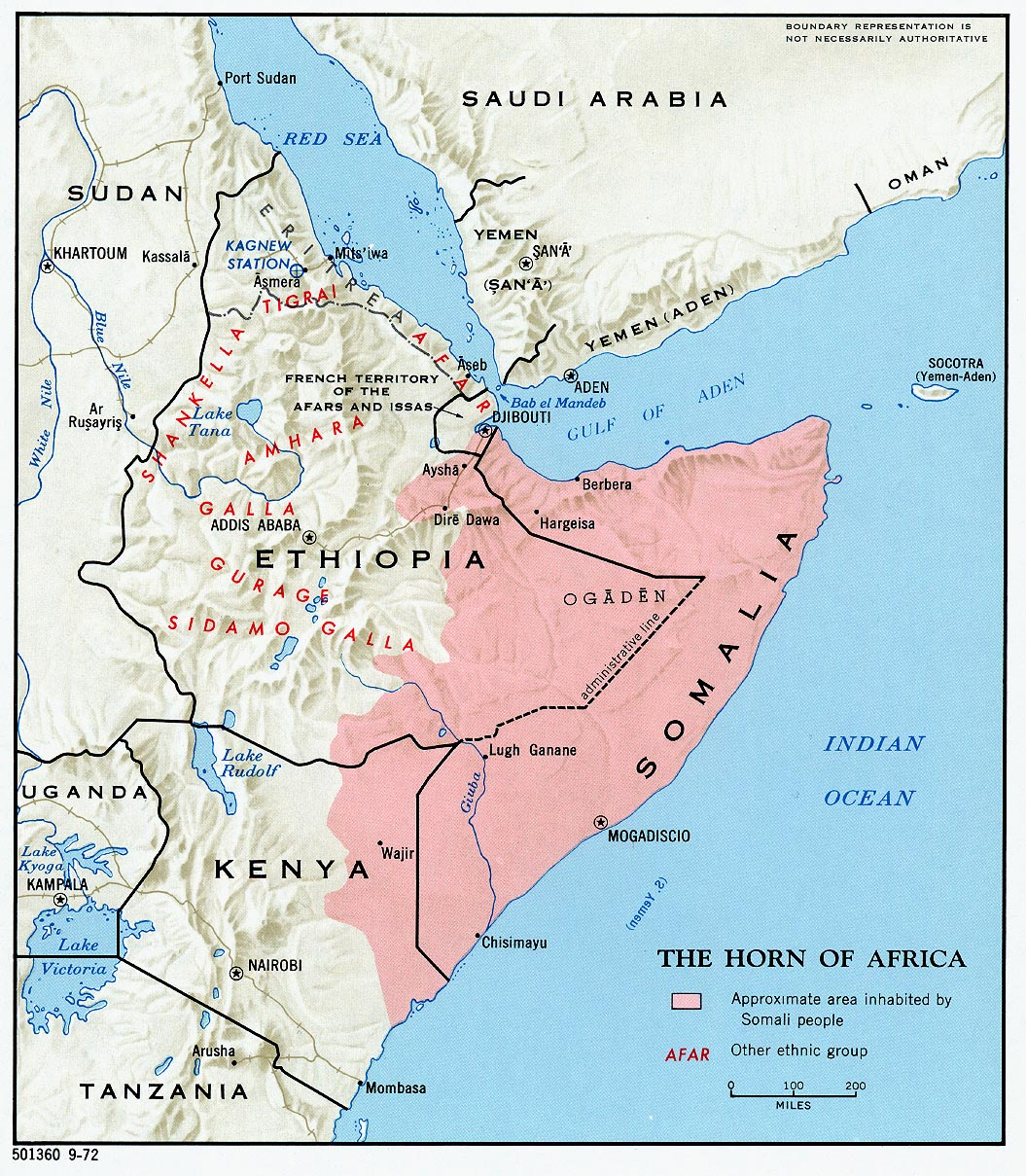
Zonas habitadas por somalíes étnicos en el cuerno de África

La Guerra de Ogadén (12 de julio de 1977 - 15 de marzo de 1978) fue un conflicto que se libró entre el gobierno etíope y el gobierno somalí. El gobierno de Yibuti apoyó a Somalia con inteligencia militar. En una notable ilustración de la naturaleza de las alianzas de la Guerra Fría, la Unión Soviética pasó de suministrar ayuda a Somalia, a apoyar a Etiopía, que anteriormente había sido respaldada por Estados Unidos. Según fuentes etíopes, los invasores contaban con 70 000 soldados, 40 aviones de combate, 250 tanques, 350 transportes blindados de personal y 600 piezas de artillería. A finales de mes, la fuerza invasora somalí había tomado el 60% del Ogadén, incluido Gode, que fue capturado por unidades comandadas por el coronel Abdullahi Ahmed Irro. Las fuerzas atacantes sufrieron algunos reveses iniciales; los defensores etíopes en Dire Dawa y Jijiga infligieron grandes bajas a las fuerzas atacantes, esto a su vez, impulsó a los Estados Unidos a empezar a apoyar a Somalia. La guerra terminó cuando las Fuerzas Armadas de Somalia se retiraron a través de la frontera y se declaró un alto el fuego.

### Guerra civil etíope

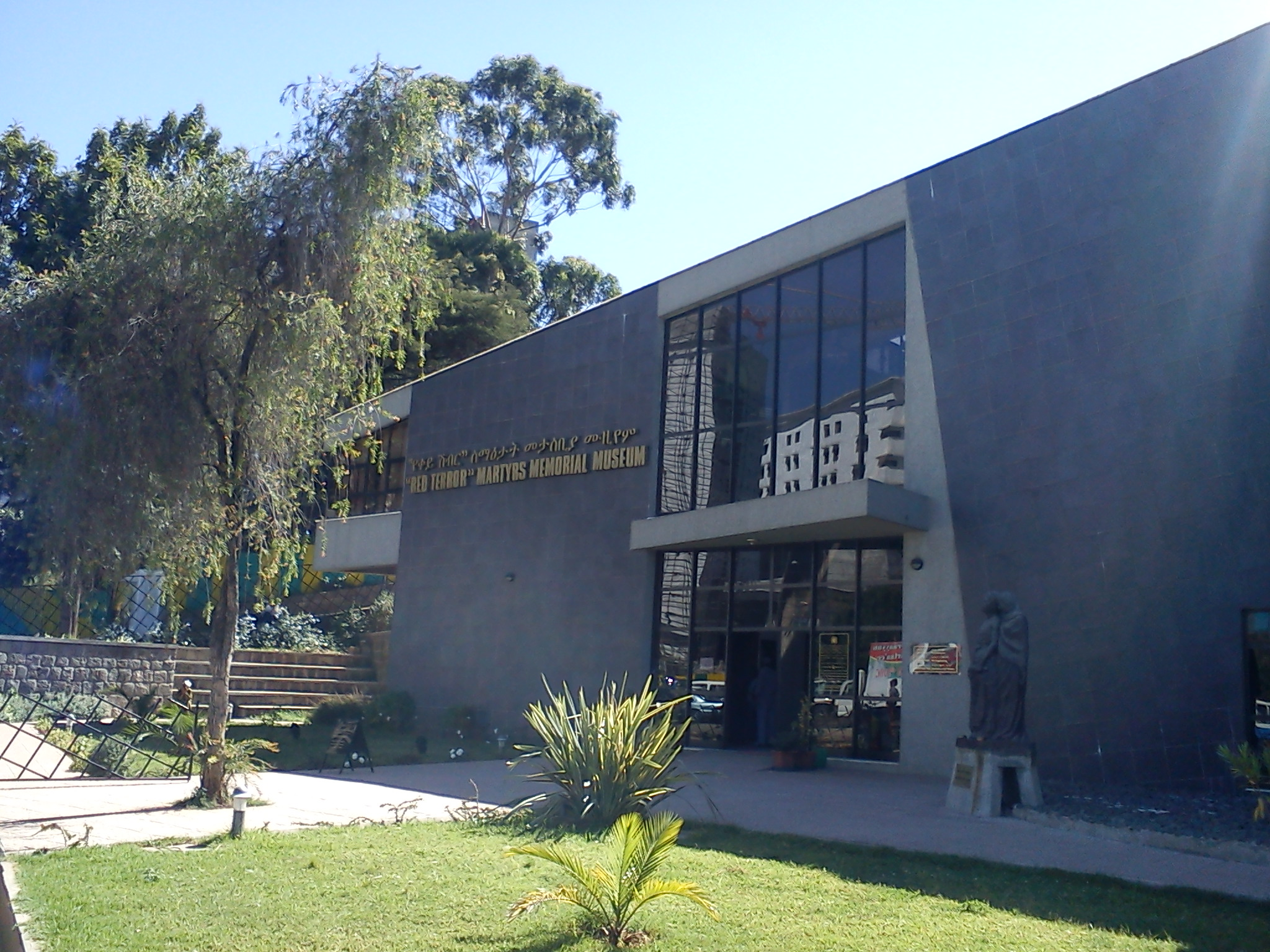
Museo de los mártires del terror rojo en Etiopía.

Del 27 de mayo al 13 de junio de 1991, las Fuerzas Armadas de Yibuti participaron en la Operación Godoria. El presidente de la República de Yibuti, Hassan Gouled Aptidon, calificó este hecho como una invasión. A finales de mayo de 1991, tras el colapso del Derg, el régimen militar etíope, se produjo la retirada de la división militar de Asab. Las fuerzas etíopes cruzaron la frontera de Yibuti al amanecer. La división de Asab, contaba con 9000 hombres y estaba desplegada junto a la frontera norte de Yibuti. La división cruzó la frontera entre Yibuti y Etiopía con sus armas y equipamiento militar, y se dirigió hacia la Región de Obock. Al mismo tiempo, una división etíope cruzó la frontera occidental y avanzó hacia la Región de Dikhil.
Esta violación de la frontera internacional por parte de un ejército regular extranjero, se inscribe estrictamente en el marco de los protocolos aprobados entre Francia y Yibuti, es por ello que el 26 de mayo, a las diez y media, comenzó la operación Godoria, en la que participaron todas las fuerzas yibutianas y francesas, terrestres, aéreas y marítimas estacionadas en Yibuti. El Ejército de Yibuti prohibió a las tropas etíopes avanzar hacia el sur. Fueron desplegadas las tropas yibutianas y francesas, ante la firmeza de sus interlocutores, los oficiales etíopes cedieron a sus exigencias y aceptaron continuar con el desarme y control de armamento ya iniciado. El 5º regimiento interarmas de ultramar, se hizo cargo de un grupo de 4300 refugiados civiles y militares, acompañados por algunas familias y embarcados en 120 vehículos de todo tipo viajando en dirección a la frontera sur. El objetivo inicial era limpiar una zona fronteriza de 150 kilómetros cuadrados, recoger, retirar los suministros, hacer un inventario y entregar las armas abandonadas a las autoridades de Yibuti. El destacamento "Lynx Mike" identificó miles de armas ligeras y pesadas, entre ellas el carro de combate T-54/T-55, el cañón antiaéreo ZSU-23-2, los vehículos BTR-60, BTR-152, BRDM-1 y BRDM-2. Los soldados destruyeron 50 toneladas de munición de varios calibres. Del 30 de mayo al 13 de junio, fueron transportadas un total de 12 500 armas, desde el fusil de asalto AK-47 hasta el carro de combate principal T-64, incluyendo lanzacohetes múltiples BM-21 "Grad", 122 obuses remolcados y más de 200 toneladas de munición, desde una bomba de 200 kg hasta cartuchos de fusil, pasando por lanzacohetes múltiples BM-21, que fueron trasladados, clasificados, almacenados, incluso algunos de ellos fueron neutralizados y destruidos. Por primera vez desde la independencia de Yibuti, el ejército nacional yibutiano y las fuerzas francesas, situadas en un entorno operativo, habían demostrado la validez de los acuerdos de defensa que vinculaban a ambos países y habían contribuido a la defensa nacional de Yibuti, estando perfectamente impregnados del espíritu de la misión, desde el comandante de la unidad hasta un soldado raso, supieron exigir a las fuerzas etíopes la aplicación estricta de las órdenes emanadas de las autoridades civiles y militares, yibutianas y francesas, comenzando por el desarme y control de armamento antes de proporcionarles el alimento que se había vuelto esencial. El convoy inició su marcha en dirección a Ali Sabieh, posteriormente llegaron a la Región de Ali Sabieh, donde los refugiados fueron atendidos por el Ejército de Yibuti y el Alto Comisionado de las Naciones Unidas para los Refugiados (ACNUR). La mayoría de refugiados llegaron a la región de Dire Dawa, ubicada en el este de Etiopía.

### Guerra civil de Yibuti

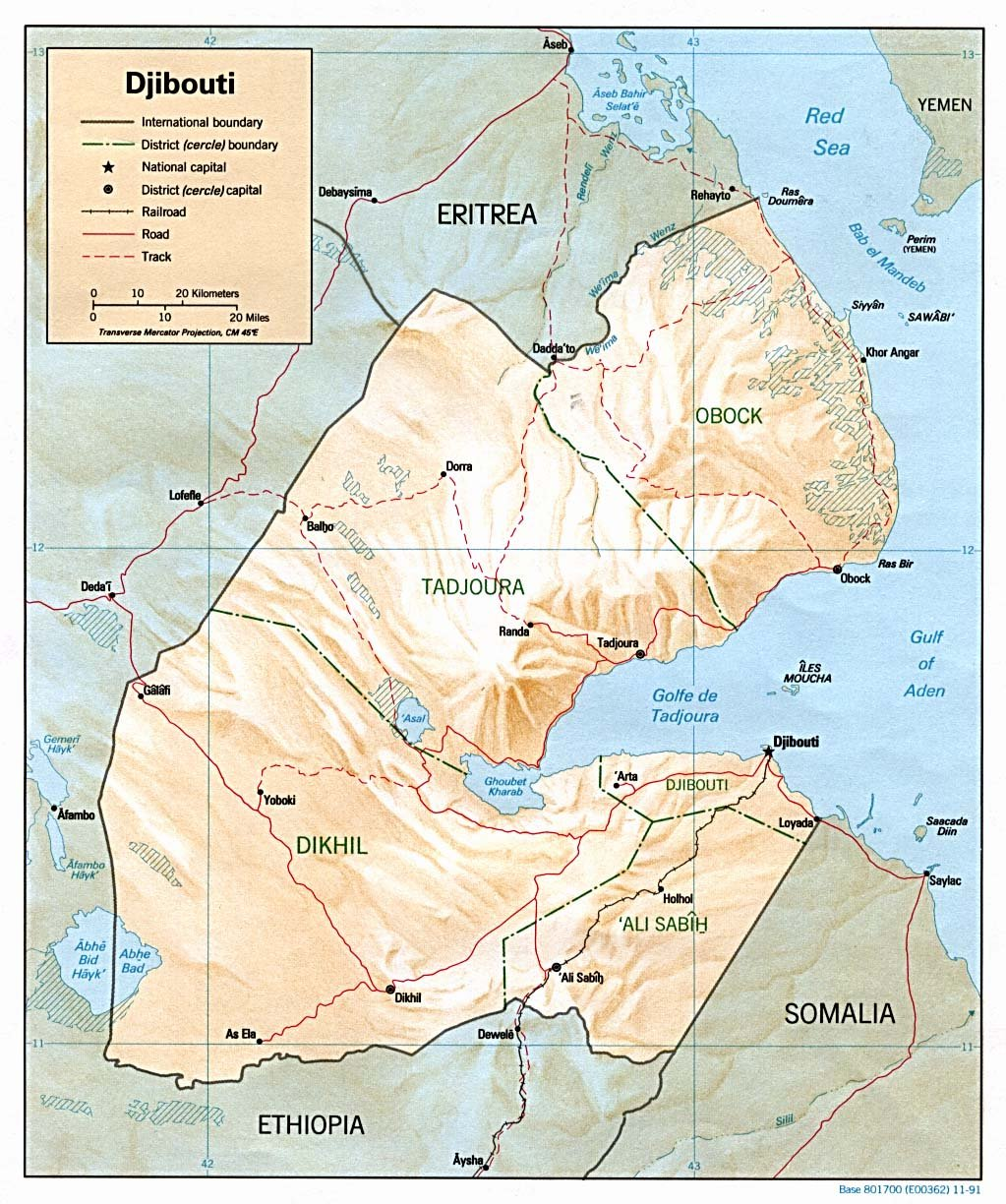
Mapa de Yibuti.

La Guerra civil de Yibuti fue un conflicto en Yibuti entre el gobierno de la Agrupación Popular para el Progreso (RPP) y el grupo rebelde de etnia afar, el Frente por la Restauración de la Unidad y de la Democracia (FRUD). La guerra civil estalló en 1991 como una reacción a la falta de presencia del pueblo afar en el gobierno. El FRUD firmó un acuerdo de paz con el gobierno en diciembre de 1994, poniendo fin al conflicto. Dos miembros del FRUD se hicieron miembros del gabinete, y en las elecciones presidenciales de 1999 el FRUD hizo una campaña en apoyo de la RPP. Las Fuerzas Armadas de Yibuti, participaron en la guerra civil de Yibuti, entre el gobierno de Yibuti apoyado por Francia, y el Frente para la Restauración de la Unidad y la Democracia (FRUD). La guerra civil duró de 1991 a 2001, aunque la mayoría de las hostilidades terminaron cuando las facciones moderadas del FRUD firmaron un tratado de paz con el gobierno después de sufrir un gran revés militar cuando las fuerzas gubernamentales capturaron la mayor parte del territorio controlado por los rebeldes. Un grupo radical continuó luchando contra el gobierno, pero firmó su propio tratado de paz en 2001. La guerra terminó con una victoria del gobierno, el FRUD dejó la lucha armada y se convirtió en un partido político. 

### Conflicto fronterizo entre Yibuti y Eritrea

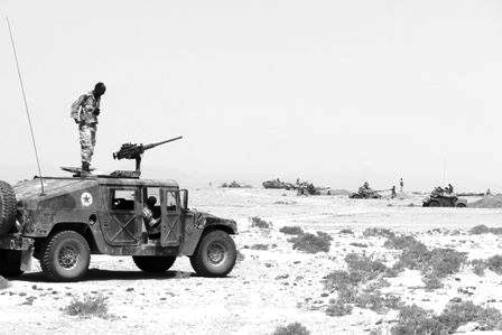
Tropas yibutianas con vehículos blindados ligeros cerca de la frontera con Eritrea.

La situación se desencadenó por la tensión que comenzó el 16 de abril de 2008, cuando Yibuti informó que las Fuerzas Armadas de Eritrea habían penetrado en el territorio yibutiano y habían cavado trincheras a ambos lados de la frontera. Los primeros combates en una década entre los vecinos del Cuerno de África, dos de los estados más pequeños del continente, cesaron el miércoles por la noche. Las tropas de ambos lados habían intercambiado disparos desde el martes a lo largo de una parte de su frontera que da a rutas marítimas estratégicas en el Mar Rojo. Los enfrentamientos en la frontera entre Yibuti y Eritrea estallaron en la zona de Ras Doumeira, que se extiende a lo largo del estrecho de Bab al-Mandeb. Los expertos dicen que la única zona indecisa de la frontera es la pequeña Isla Doumeira, junto a un pueblo del mismo nombre. Yibuti ha combatido en enfrentamientos con Eritrea por la península de Ras Doumeira, ya que ambos países reclaman que está bajo su soberanía. El primer enfrentamiento se produjo en 1996, tras un estancamiento que duró casi dos meses. En 1999, se produjo una crisis diplomática cuando ambos bandos se acusaron mutuamente de apoyar a sus enemigos. En 2008, los países volvieron a enfrentarse cuando Yibuti se negó a devolver a los desertores eritreos y Eritrea respondió disparando contra las fuerzas yibutianas. En las batallas siguientes murieron unos 44 soldados yibutianos y unos 100 eritreos. 

### Misión de la Unión Africana en Somalia

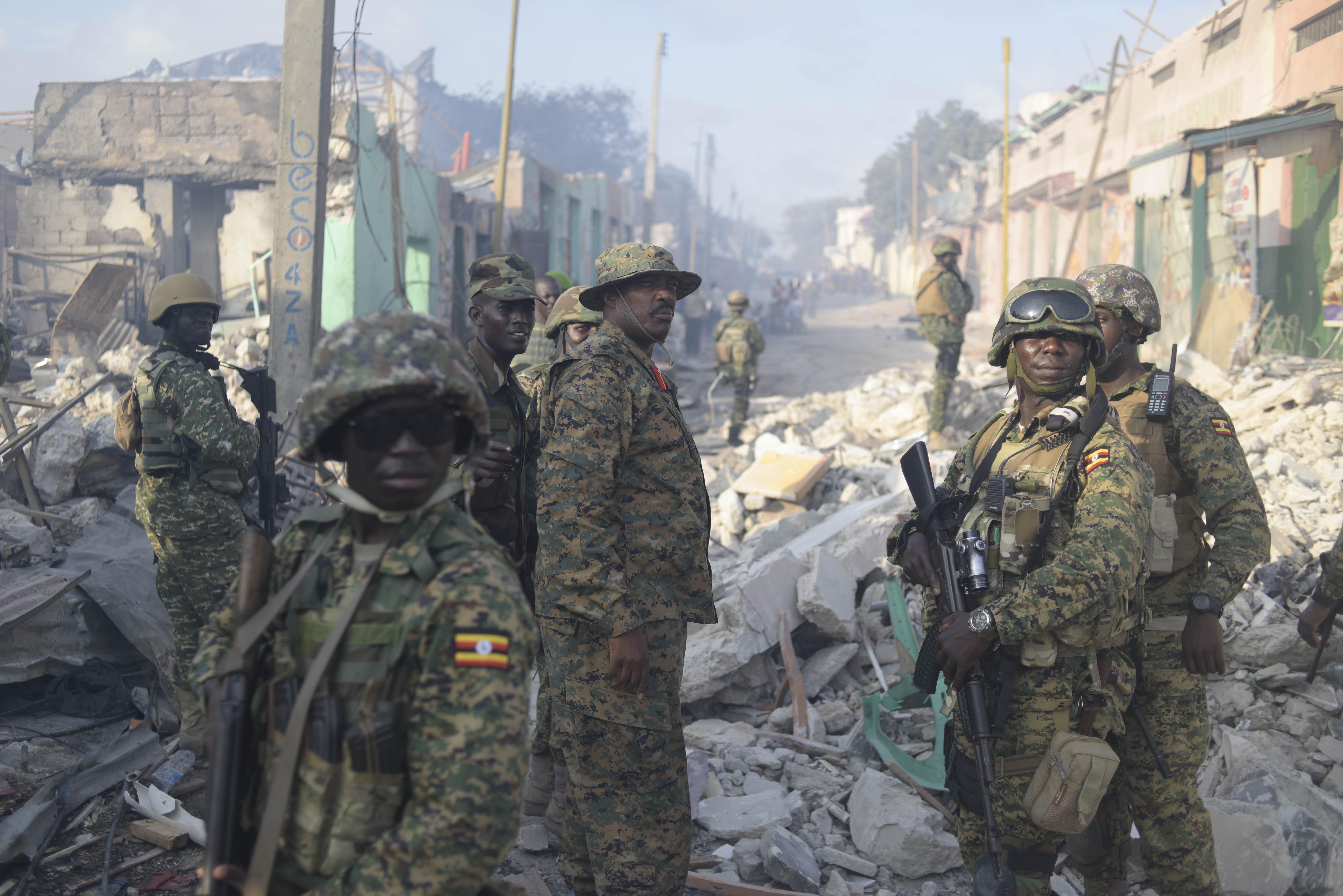
El comandante del contingente ugandés de la Misión de la Unión Africana en Somalia, el General de brigada Kayanja Muhanga, visita el lugar de un ataque llevado a cabo por el grupo militante Al Shabaab en la capital somalí, Mogadiscio.

En 2011, las tropas de Yibuti también se unieron a la Misión de la Unión Africana en Somalia. Yibuti envió tropas a Somalia para luchar contra las fuerzas de Al-Shabaab (movimiento de la juventud combatiente) y los operativos de Al-Qaeda (la base) con la esperanza de desmantelar ambos grupos para apoyar al Gobierno Federal de Transición, implementar un plan de seguridad nacional, entrenar a las Fuerzas Armadas de Somalia y ayudar a crear un entorno seguro para la entrega de ayuda humanitaria. Las responsabilidades de Yibuti incluyen brindar seguridad en las regiones de Hiiran y Galguduud.

## Estructura y organización
Las Fuerzas Armadas de Yibuti están formadas por:
- El Estado Mayor de las Fuerzas Armadas.
- La fuerza de infantería.
- Un regimiento de acción rápida.
- Dos batallones de paracaidistas.
- Un regimiento de armas combinadas en Obock.
- Un regimiento de armas combinadas en Tadjourah.
- Un regimiento de armas combinadas en Dikhil.
- Un batallón de armas combinadas en Ali-Sabieh.
- Una compañía reforzada en Damerjog.
- Fuerzas especiales.
- Unidades de fuego de apoyo.
- Un regimiento blindado.
- Un regimiento de artillería
- Una unidad de ingenieros de combate.
- La Armada.
- La Fuerza Aérea.
- El comando de academias militares
- El regimiento del cuartel general.
- La dirección central de material.
- El servicio de sanidad militar.

## Armada de Yibuti
La Armada de Yibuti es la fuerza de guerra naval de las Fuerzas Armadas de Yibuti. Es responsable de proteger el mar territorial de Yibuti y su costa, así como apoyar las operaciones militares del Ejército de Yibuti. El objetivo principal de la Armada yibutiana, es salvaguardar las fronteras marítimas de la nación africana, actuar para disuadir o derrotar a cualquier amenaza o agresión contra el territorio, el pueblo o los intereses marítimos de Yibuti, tanto en tiempos de guerra como en tiempos de paz, mediante ejercicios conjuntos y misiones humanitarias, incluida la ayuda humanitaria en casos de desastre natural, la Armada de Yibuti promueve las relaciones bilaterales entre las naciones africanas. Dispone de una flota de embarcaciones cañoneras, barcos lanzamisiles, lanchas rápidas de ataque, buques de apoyo a buceo y buques escuela, que pueden ser desplegadas para defender las aguas territoriales, la costa y el litoral de Yibuti, así como proteger a los buques petroleros que navegan por el estrecho de Bab el-Mandeb. La Armada yibutiana se construyó y estructuró con la ayuda de los Estados Unidos tras el final de la Guerra Fría, pero también ha dependido de otras naciones para obtener equipamiento y tecnología militar en algunas áreas. Las fuerzas armadas yibutianas son una fuerza militar importante en el estrecho de Bab el-Mandeb y en el Golfo de Adén.

### Historia de la Armada de Yibuti
La Armada de Yibuti fue fundada en 1979 y comenzó una importante expansión con la ayuda de Francia en 1981. Inicialmente incluía los restos de la gendarmería yibutiense, y se centraba en la seguridad portuaria y la vigilancia del tráfico marítimo. La Armada yibutiana, es la responsable de proteger las aguas territoriales de Yibuti y sus costas. Yibuti está una zona con importantes recursos de pesca y donde existe una activa industria pesquera. En 2006, la adquisición de varios barcos estadounidenses aumentó considerablemente la capacidad de la Armada yibutiense para patrullar distancias más largas y permanecer en el mar durante varios días seguidos. La cooperación con la Armada de los Estados Unidos y la Armada de Yemen también está aumentando en un esfuerzo por proteger y mantener la seguridad de las rutas marítimas de comunicación. Actualmente, la Armada de Yibuti continúa modernizándose.

### Equipamiento naval
| Clase                                                    | Tipo                 | Origen             | Cantidad           |
| Buques patrulleros                                       | Buques patrulleros   | Buques patrulleros | Buques patrulleros |
| -------------------------------------------------------- | -------------------- | ------------------ | ------------------ |
| Metal Shark 28 Defiant                                   | Buque patrullero     | Estados Unidos     | 6                  |
| Barco de la clase Defender                               | Buque patrullero     | Estados Unidos     | 4                  |
| Clase Swari de 35 toneladas                              | Buque patrullero     | Estados Unidos     | 6                  |
| Embarcación patrullera de la clase Predator de 27 metros | Buque patrullero     | China              | 4                  |
| Damen FCS 5009                                           | Buque patrullero     | Sudáfrica          | 2                  |
| Botes salvavidas                                         |                      |                    |                    |
| Bote salvavidas a motor de 44 pies                       | Bote salvavidas      | Estados Unidos     | 4                  |
| Lanchas de desembarco                                    |                      |                    |                    |
| Embarcación de desembarco EDIC                           | Lancha de desembarco | Francia            | 2                  |
| Embarcación de desembarco LSM de 66 metros               | Lancha de desembarco | Sudáfrica          | 1                  |

### Misión de la Armada de Yibuti

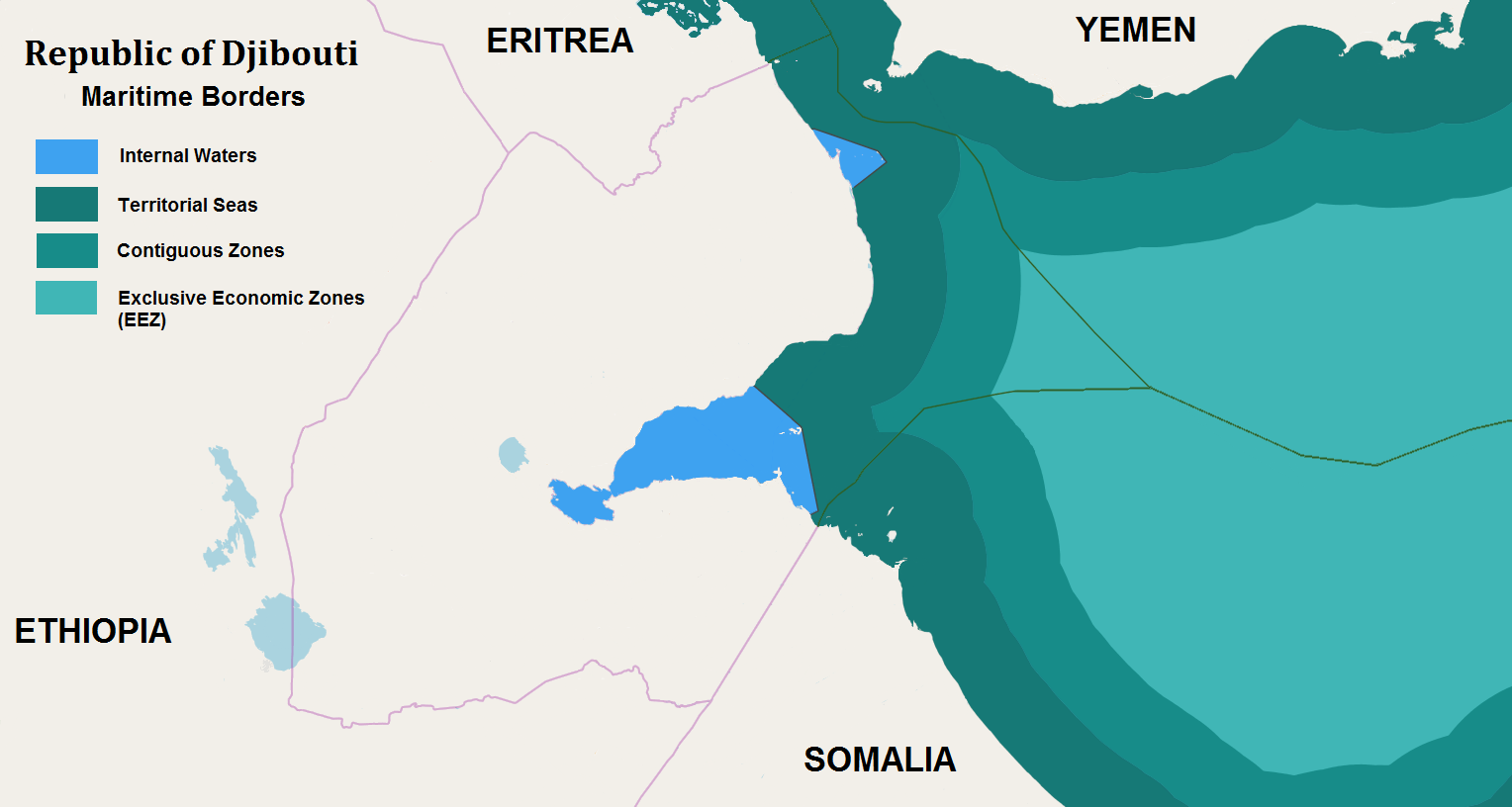
Aguas territoriales de Yibuti.

La Armada de Yibouti forma parte de las Fuerzas Armadas de Yibouti. Su misión incluye la protección del territorio y la soberanía de Yibuti, así como el control de la zona económica exclusiva. Otras tareas incluyen el mantenimiento, la preservación y la prestación de servicios navales en apoyo de otros departamentos y autoridades estatales, incluyendo misiones de búsqueda y rescate, la protección de los recursos marítimos y el apoyo al transporte marítimo diplomático. 

### Bases de la Armada de Yibuti
Las principales bases de la Armada de Yibuti se encuentran en:
- Ciudad de Yibuti
- Obock
- Tadjoura
- Khor Angar
- Islas Maskali

### Graduación militar (Armada)

#### Oficiales
| Grado militar      | Insignia | Rangos OTAN |
| ------------------ | -------- | ----------- |
| Almirante          |          | OF-9        |
| Vicealmirante      |          | OF-8        |
| Contraalmirante    |          | OF-7        |
| Capitán de navío   |          | OF-6        |
| Capitán de fragata |          | OF-5        |
| Capitán de corbeta |          | OF-4        |
| Teniente           |          | OF-3        |
| Subteniente        |          | OF-2        |
| Alférez            |          | OF-1        |

## Ejército de Yibuti

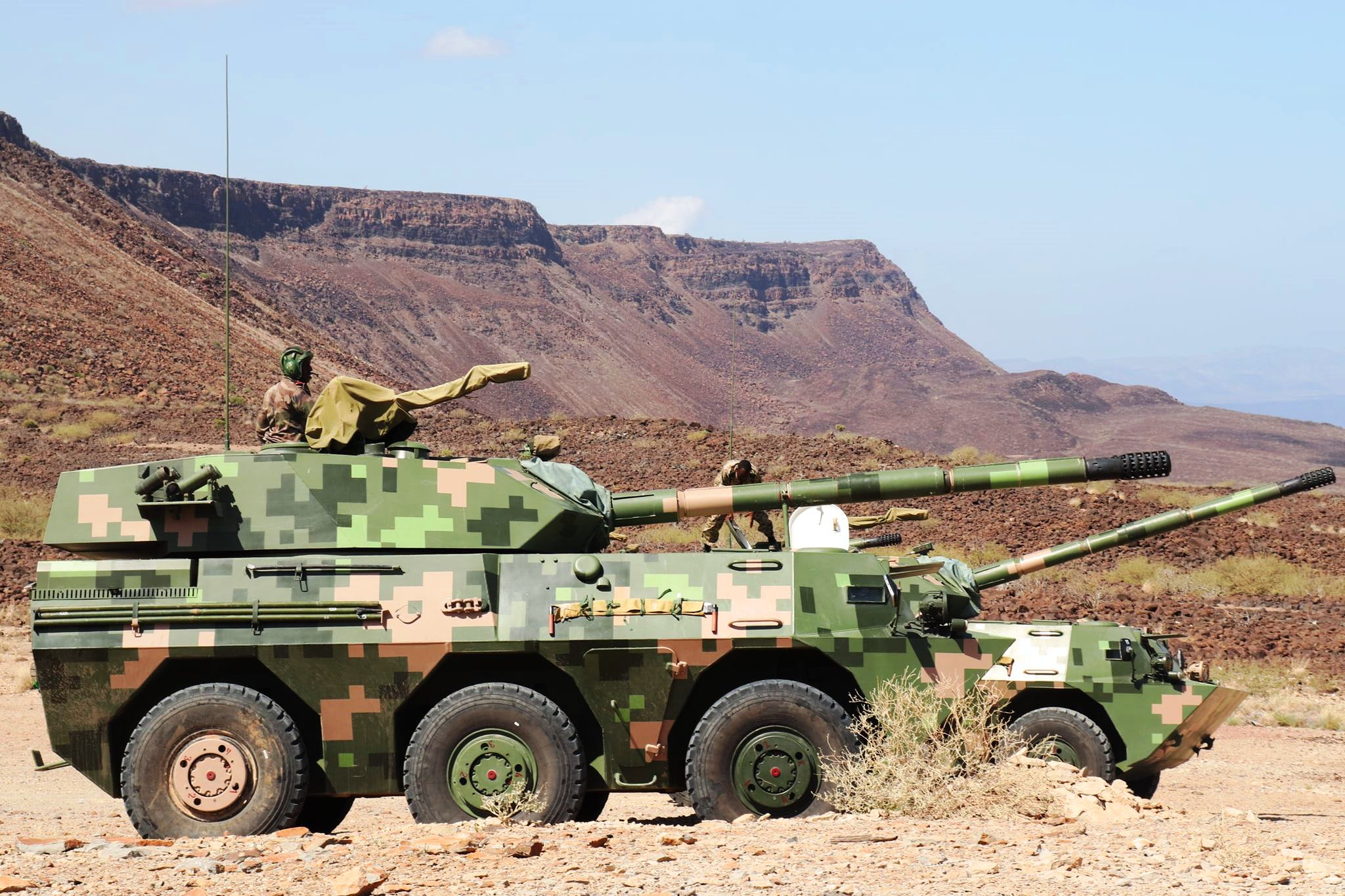
Un cazacarros WMA-301 del Ejército de Yibuti durante una demostración en la base militar de Maryama.

El Ejército de Yibuti (en árabe: جيش جيبوتي البري) (en francés: Armée de terre de Djibouti) es la rama más grande de las Fuerzas Armadas de Yibuti, y tiene su base en la ciudad de Yibuti. Yibuti ha modernizado sus fuerzas terrestres llevando a cabo proyectos de ingeniería militar y diversos avances en materia de seguridad nacional. El Ejército de Yibuti debe operar en terrenos montañosos y otros terrenos accidentados, pero debe hacerlo sin afectar la capacidad mecanizada necesaria para enfrentar a las fuerzas regionales. Las tareas oficiales de las Fuerzas Armadas incluyen el fortalecimiento del país contra ataques externos y el mantenimiento de la seguridad fronteriza. Es responsable de la defensa del territorio nacional de Yibuti. En tiempos de paz, el Ejército de Yibuti cuenta con aproximadamente 9000 efectivos y una fuerza de reserva de aproximadamente 7000 efectivos. Yibuti tiene un ejército más pequeño que sus países vecinos. Sin embargo, su seguridad nacional se mantiene ante incursiones extranjeras. Al reformar el Ejército Nacional de Yibuti, la mayor parte de la atención y los recursos financieros disponibles se han dirigido al desarrollo de las fuerzas terrestres. 

### Historia
Los enfrentamientos con las Fuerzas armadas eritreas en 2008 demostraron la superioridad del entrenamiento y las habilidades de las fuerzas de Yibuti, pero también pusieron de relieve el hecho de que el pequeño ejército yibutiense sería incapaz de contrarrestar las fuerzas armadas más grandes, aunque menos equipadas, de los países vecinos. El ejército se ha concentrado en la movilidad en sus compras de equipamiento militar, si bien este es un concepto adecuado para las tareas de patrulla fronteriza, reconocimiento blindado y contraataque militar, resulta inadecuado para la guerra acorazada. Los enfrentamientos fronterizos de 2008 aumentaron, al menos temporalmente, las filas del ejército de Yibuti, y se llamó a filas a personal retirado, pero el tamaño y las capacidades del ejército se han reducido mucho desde los años 1990. Como resultado de las tensiones con los países vecinos durante la década de 1980 y principios de 2002, el Ejército de Yibuti perfeccionó los conceptos estratégicos existentes y finalmente formuló un plan para reestructurar sus fuerzas armadas. Aunque se evitaron las guerras, las amenazas de los años 1980 y 2008 alentaron al ejército a abordar de manera más efectiva su principal desventaja en materia de defensa, la falta de profundidad estratégica para llevar a cabo una defensa en profundidad. Por eso, a principios de la década de los 2000, buscó un modelo de organización del ejército que permitiera mejorar las capacidades defensivas mediante la reestructuración de las fuerzas armadas en unidades más pequeñas y móviles, en lugar de las divisiones tradicionales. A lo largo de los años, el Ejército de Yibuti se ha beneficiado del apoyo material y financiero de varios países como Francia, Egipto, Arabia Saudita, Marruecos y Estados Unidos. Actualmente, el monto asignado a defensa representa la partida individual más grande del presupuesto del país africano. Durante y desde el conflicto fronterizo entre Yibuti y Eritrea, el ejército yibutiense ha crecido exponencialmente, en comparación con su tamaño en tiempos de paz, que oscilaba entre unos 6000 y 10 000 hombres. 

### Misiones internacionales
Yibuti ha participado en misiones internacionales en Somalia y Sudán. Hay 3500 efectivos del ejército de Yibuti desplegados en el extranjero. Yibuti retiró su personal de Sudán el 30 de junio de 2021.
| Ubicación | Misión                                                                           | Tamaño                  |
| --------- | -------------------------------------------------------------------------------- | ----------------------- |
| Somalia   | Misión de la Unión Africana en Somalia (MUAS)                                    | 3500                    |
| Sudán     | Operación Híbrida de la Unión Africana y las Naciones Unidas en Darfur (OHUANUD) | 151 agentes de policía. |

### Organización
El Ejército de Yibuti está repartido en seis regiones militares (las regiones de Yibuti, Tadjoura, Dikhil, Ali-Sabieh, Arta y Obock) sus unidades operacionales son las siguientes:
- Un regimiento blindado formado por un escuadrón de reconocimiento blindado, tres escuadrones blindados y un escuadrón de armas antitanque en Yibuti.
- Cuatro regimientos de infantería (cada uno de ellos formado por tres o cuatro batallones de infantería y una compañía de apoyo).
  - Un regimiento interarmas en Dikhil.
  - Un regimiento interarmas en Ali Sabieh.
  - Un regimiento interarmas en Tadjoura.
  - Un regimiento interarmas en Obock.
- Una fuerza de reacción rápida que incluye cuatro batallones de infantería y una compañía de apoyo en Arta.
- Un regimiento de la guardia republicana.
- Un regimiento de artillería de campaña.
- Un regimiento de logística militar.
- Una compañía de desminado.
- Una compañía de inteligencia de señales.
- Una compañía de informática y computación.
- Una compañía de sistemas de la información.
- Una compañía de apoyo operacional.

### Graduación militar (Ejército)

#### Generales
| Grado militar       | Insignia | Rangos OTAN |
| ------------------- | -------- | ----------- |
| Teniente General    |          | OF-8        |
| General de Ejército |          | OF-7        |
| General de División |          | OF-6        |
| General de Brigada  |          | OF-5        |

#### Oficiales y cadetes
| Grado militar    | Insignia | Rangos OTAN |
| ---------------- | -------- | ----------- |
| Coronel          |          | OF-4        |
| Teniente coronel |          | OF-3        |
| Comandante       |          | OF-2        |
| Capitán          |          | OF-2        |
| Teniente         |          | OF-1        |
| Alférez          |          | OF-1        |
| Cadete           |          | OF-D        |

#### Suboficiales y tropa
| Grado militar    | Insignia | Rangos OTAN |
| ---------------- | -------- | ----------- |
| Sargento mayor   |          | OR-6        |
| Sargento primero |          | OR-5        |
| Sargento         |          | OR-4        |
| Cabo primero     |          | OR-3        |
| Cabo             |          | OR-2        |
| Soldado          |          | OR-1        |

### Equipamiento

#### Armas de fuego
| Nombre                          | Imagen                   | Origen                   | Tipo                                                                 | Munición                 | Fabricante                                                     |
| Pistolas semiautomáticas        | Pistolas semiautomáticas | Pistolas semiautomáticas | Pistolas semiautomáticas                                             | Pistolas semiautomáticas | Pistolas semiautomáticas                                       |
| ------------------------------- | ------------------------ | ------------------------ | -------------------------------------------------------------------- | ------------------------ | -------------------------------------------------------------- |
| Beretta 92                      |                          | Italia                   | Pistola semiautomática                                               | 9 × 19 mm Parabellum     | Beretta                                                        |
| Beretta M9                      |                          | Italia                   | Pistola semiautomática                                               | 9 × 19 mm Parabellum     | Beretta                                                        |
| MAC 1950                        |                          | Francia                  | Pistola semiautomática                                               | 9 × 19 mm Parabellum     | MAC                                                            |
| MAB PA-15                       |                          | Francia                  | Pistola semiautomática                                               | 9 × 19 mm Parabellum     | Manufacture d'armes de Bayonne                                 |
| Subfusiles                      |                          |                          |                                                                      |                          |                                                                |
| MAT-49                          |                          | Francia                  | Subfusil                                                             | 9 × 19 mm Parabellum     | Manufacture Nationale d'Armes de Tulle                         |
| Fusiles de asalto               |                          |                          |                                                                      |                          |                                                                |
| AKM                             |                          | Rusia                    | Fusil de asalto                                                      | 7,62 × 39 mm             | Corporación Kalashnikov                                        |
| Tipo 56                         |                          | China                    | Fusil de asalto                                                      | 7,62 × 39 mm             | Norinco                                                        |
| IMI Galil                       |                          | Israel                   | Fusil de asalto                                                      | 5,56 × 45 mm OTAN        | IMI Systems                                                    |
| FAMAS                           |                          | Francia                  | Fusil de asalto                                                      | 5,56 × 45 mm OTAN        | KNDS Francia                                                   |
| Steyr AUG                       |                          | Austria                  | Fusil de asalto                                                      | 5,56 × 45 mm OTAN        | Steyr Arms                                                     |
| Fusil M16                       |                          | Estados Unidos           | Fusil de asalto                                                      | 5,56 × 45 mm OTAN        | Colt's Manufacturing Company                                   |
| Fusiles de combate              |                          |                          |                                                                      |                          |                                                                |
| FN FAL                          |                          | Bélgica                  | Fusil de combate                                                     | 7,62 × 51 mm OTAN        | FN Herstal                                                     |
| Heckler & Koch G3               |                          | Alemania                 | Fusil de combate                                                     | 7,62 × 51 mm OTAN        | Heckler & Koch                                                 |
| SIG SG 540                      |                          | Suiza                    | Fusil de combate                                                     | 5,56 × 45 mm OTAN        | SIG                                                            |
| Fusiles de francotirador        |                          |                          |                                                                      |                          |                                                                |
| Fusil de francotirador Dragunov |                          | Rusia                    | Fusil de francotiradorFusil de tirador designadoFusil semiautomático | 7,62 × 54 mm R           | Corporación Kalashnikov                                        |
| M24 SWS                         |                          | Estados Unidos           | Fusil de francotiradorFusil de cerrojo                               | 7,62 × 51 mm OTAN        | Remington Arms                                                 |
| Ametralladoras                  |                          |                          |                                                                      |                          |                                                                |
| MAC M1924/29                    |                          | Francia                  | Ametralladora ligera                                                 | 7,5 × 54 mm Francés      | Manufacture d'armes de Châtellerault                           |
| RPK                             |                          | Rusia                    | Ametralladora ligera                                                 | 7,62 × 39 mm             | Planta de construcción de maquinaria de Vyatskiye Polyany      |
| Ametralladora ligera RPD        |                          | Rusia                    | Ametralladora ligera                                                 | 7,62 × 39 mm             | Planta Degtiariov                                              |
| AAT-52                          |                          | Francia                  | Ametralladora de propósito general                                   | 7,5 × 54 mm Francés      | Manufacture d'Armes de Saint-Etienne                           |
| FN MAG                          |                          | Bélgica                  | Ametralladora de propósito general                                   | 7,62 × 51 mm OTAN        | FN Herstal                                                     |
| Ametralladora PK                |                          | Rusia                    | Ametralladora de propósito general                                   | 7,62 × 54 mm R           | Planta Degtiariov                                              |
| Browning M2                     |                          | Estados Unidos           | Ametralladora pesada                                                 | 12,7 × 99 mm OTAN        | General DynamicsFN HerstalUS OrdnanceOhio Ordnance             |
| Ametralladora NSV               |                          | Kazajistán               | Ametralladora pesada                                                 | 12,7 × 108 mm            | Empresa de construcción de maquinaria de Kazajistán Occidental |
| Lanzagranadas automáticos       |                          |                          |                                                                      |                          |                                                                |
| Mk 19                           |                          | Estados Unidos           | Lanzagranadas automático                                             | Granada de 40 mm         | General Dynamics                                               |

#### Armas antitanque
| Nombre                  | Imagen       | Origen         | Tipo                          | Calibre      | Fabricante                                     |
| Lanzacohetes            | Lanzacohetes | Lanzacohetes   | Lanzacohetes                  | Lanzacohetes | Lanzacohetes                                   |
| ----------------------- | ------------ | -------------- | ----------------------------- | ------------ | ---------------------------------------------- |
| RPG-7                   |              | Rusia          | Granada propulsada por cohete | 85 mm        | Bazalt                                         |
| LRAC F1                 |              | Francia        | Granada propulsada por cohete | 89 mm        | Manufacture Nationale d'Armes de Saint-Etienne |
| Cañones sin retroceso   |              |                |                               |              |                                                |
| Cañón sin retroceso M40 |              | Estados Unidos | Cañón sin retroceso           | 105 mm       | Watervliet Arsenal                             |
| APILAS                  |              | Francia        | Cañón sin retroceso           | 112 mm       | KNDS Francia                                   |

#### Artillería
| Nombre                               | Fotografía           | Origen               | Tipo                                       | Calibre              | Fabricante           |
| Artillería antiaérea                 | Artillería antiaérea | Artillería antiaérea | Artillería antiaérea                       | Artillería antiaérea | Artillería antiaérea |
| ------------------------------------ | -------------------- | -------------------- | ------------------------------------------ | -------------------- | -------------------- |
| Cañón automático F2                  |                      | Francia              | Artillería antiaérea                       | 20 mm                | KNDS Francia         |
| ZU-23-2                              |                      | Rusia                | Artillería antiaérea                       | 23 mm                | KBP                  |
| Cañon automático Bofors L70 de 40 mm |                      | Suecia               | Artillería antiaérea                       | 40 mm                | Bofors               |
| Artillería autopropulsada            |                      |                      |                                            |                      |                      |
| Obús autopropulsado M109             |                      | Estados Unidos       | Artillería autopropulsada                  | 155 mm               | BAE Systems Inc.     |
| Artillería de cohetes                |                      |                      |                                            |                      |                      |
| Tipo 63                              |                      | China                | Artillería de cohetesLanzacohetes múltiple | 106.7 mm             | Fábrica estatal 847  |
| BM-21                                |                      | Rusia                | Artillería de cohetesLanzacohetes múltiple | 122.4 mm             | NPO Splav            |
| Artillería remolcada                 |                      |                      |                                            |                      |                      |
| D-30                                 |                      | Rusia                | Artillería remolcada                       | 122 mm               | Planta PJSC 9        |
| Morteros                             |                      |                      |                                            |                      |                      |
| MO 120 RT                            |                      | Francia              | Mortero                                    | 120 mm               | TDA Armements        |

#### Vehículos
| Nombre                               | Imagen                          | Origen                          | Tipo                                | Fabricante                      |
| Automóviles blindados militares      | Automóviles blindados militares | Automóviles blindados militares | Automóviles blindados militares     | Automóviles blindados militares |
| ------------------------------------ | ------------------------------- | ------------------------------- | ----------------------------------- | ------------------------------- |
| Panhard AML                          |                                 | Francia                         | Automóvil blindado (militar)        | Panhard                         |
| BRDM-2                               |                                 | Rusia                           | Automóvil blindado (militar)        | GAZ                             |
| Camiones militares                   |                                 |                                 |                                     |                                 |
| ACMAT VLRA                           |                                 | Francia                         | Camión militar                      | ACMAT                           |
| REO M35                              |                                 | Estados Unidos                  | Camión militar                      | REO Motor Car Company           |
| Unimog U4000                         |                                 | Alemania                        | Camión militar                      | Daimler Truck                   |
| Ural-4320                            |                                 | Rusia                           | Camión militar                      | UralAZ                          |
| Cazacarros                           |                                 |                                 |                                     |                                 |
| WMA-301                              |                                 | China                           | Cazacarros                          | Norinco                         |
| Vehículos de combate de infantería   |                                 |                                 |                                     |                                 |
| Ratel IFV                            |                                 | Sudáfrica                       | VCI                                 | Land Systems OMC                |
| Vehículos de reconocimiento blindado |                                 |                                 |                                     |                                 |
| Véhicule Blindé Léger                |                                 | Francia                         | Vehículo de reconocimiento blindado | Panhard                         |
| Vehículos utilitarios ligeros        |                                 |                                 |                                     |                                 |
| Humvee                               |                                 | Estados Unidos                  | Vehículo utilitario ligero          | AM General                      |
| Vehículos todoterreno                |                                 |                                 |                                     |                                 |
| Land Rover Defender                  |                                 | Reino Unido                     | Vehículo todoterreno                | Land Rover                      |
| Mercedes-Benz Clase G                |                                 | Austria                         | Vehículo todoterreno                | Magna Steyr                     |
| Vehículos utilitarios deportivos     |                                 |                                 |                                     |                                 |
| Toyota Land Cruiser Prado            |                                 | Japón                           | VUD                                 | Toyota                          |
| Transportes blindados de personal    |                                 |                                 |                                     |                                 |
| BTR-60                               |                                 | Rusia                           | TBP                                 | GAZ                             |
| BTR-80                               |                                 | Rusia                           | TBP                                 | GAZ                             |
| Saxon                                |                                 | Reino Unido                     | TBP                                 | GKN                             |
| Puma (transporte blindado)           |                                 | Italia                          | TBP                                 | FiatIvecoOTO Melara             |
| VPRMEs                               |                                 |                                 |                                     |                                 |
| RG-33                                |                                 | Sudáfrica                       | VPRME                               | Land Systems OMC                |
| Casspir                              |                                 | Sudáfrica                       | VPRME                               | Land Systems OMC                |
| Cougar                               |                                 | Estados Unidos                  | VPRME                               | Force Protection, Inc.          |

## Fuerza Aérea de Yibuti
La Fuerza Aérea de Yibuti (FAY) es la rama de guerra aérea del ejército de Yibuti. La Fuerza Aérea de Yibuti (en francés: Forces Aériennes Djiboutiennes) es la Fuerza Aérea de Yibuti. Fue establecida como parte de las Fuerzas Armadas de Yibuti después de que el país obtuvo su independencia el 27 de junio de 1977. Las tareas de la Fuerza Aérea de Yibuti en tiempos de paz son: Vigilar el espacio aéreo, realizar patrullas aéreas y vuelos de identificación, prestar apoyo aéreo cercano a las fuerzas terrestres, y apoyar a las operaciones civiles durante las situaciones de emergencia nacional. Las primeras aeronaves incluyeron tres aviones de transporte Nord N.2501 Noratlas, así como un helicóptero francés Aérospatiale Alouette II. La FAY tiene el mandato de proteger el espacio aéreo de Yibuti y apoyar a las fuerzas terrestres de Yibuti. 

### Historia de la Fuerza Aérea de Yibuti
Yibuti obtuvo su independencia en 1977, pero sus primeras bases aéreas habían sido establecidas en 1932 por la Fuerza Aérea de Francia. Tras un acuerdo firmado entre los gobiernos de Yibuti y Francia en 1978, los aviadores yibutianos comenzaron a entrenarse con la ayuda de personal técnico y pilotos franceses. En 1982, la Fuerza Aérea de Yibuti se incrementó con dos helicópteros Eurocopter AS355 Ecureuil 2 y una avioneta Cessna 206, seguidos en 1985 por una Cessna 402C Utiliner. En 1985, el helicóptero Aérospatiale Alouette III fue retirado y puesto en exhibición en la base aérea de Ambouli, ubicada en el aeropuerto de Yibuti. Dos años más tarde, las tres aeronaves Nord Noratlas también fueron apartadas y devueltas a Francia posteriormente. En 1991 se incorporó una nueva aeronave, una avioneta Cessna 208 Caravan, y algunas aeronaves rusas a principios de los años noventa del siglo XX, entre ellas se encontraban cuatro helicópteros Mil Mi-2, seis Mil Mi-8 y dos Mil Mi-17, así como un único avión de transporte ligero ucraniano Antonov An-28. El gobierno de Yibuti envió a los aviadores yibutianos al extranjero para formarse en países como Francia, Estados Unidos, la antigua Unión Soviética, Egipto y el Reino de Marruecos. Tras su formación, muchos de estos hombres se convirtieron en los principales instructores y pilotos del país africano. En 2018, la Fuerza Aérea de Yibuti contaba con una dotación de 360 efectivos y operaba una pequeña cantidad de aviones de transporte y helicópteros. Yibuti posee vehículos aéreos no tripulados (VANT), incluidos drones de ataque a tierra, vigilancia y reconocimiento aéreo. En 2022, Yibuti compró una cantidad desconocida de drones turcos Bayraktar TB2.

### Aeronaves

#### Aviones
| Aeronave            | Fotografía          | Origen              | Tipo                    | Fabricante                                |
| Aviones utilitarios | Aviones utilitarios | Aviones utilitarios | Aviones utilitarios     | Aviones utilitarios                       |
| ------------------- | ------------------- | ------------------- | ----------------------- | ----------------------------------------- |
| Cessna 208 Caravan  |                     | Estados Unidos      | Avión utilitario        | Cessna                                    |
| Harbin Y-12         |                     | China               | Avión utilitarioSTOL    | Harbin Aircraft Manufacturing Corporation |
| Aviones de línea    |                     |                     |                         |                                           |
| Xian MA60           |                     | China               | Avión de línea regional | Xi'an Aircraft Industrial Corporation     |

#### Helicópteros
| Aeronave                           | Fotografía               | Origen                   | Tipo                              | Fabricante                                |
| Helicópteros utilitarios           | Helicópteros utilitarios | Helicópteros utilitarios | Helicópteros utilitarios          | Helicópteros utilitarios                  |
| ---------------------------------- | ------------------------ | ------------------------ | --------------------------------- | ----------------------------------------- |
| Eurocopter AS355 Ecureuil 2        |                          | Francia                  | Helicóptero utilitario            | Airbus Helicopters                        |
| Eurocopter AS565 Panther           |                          | Francia                  | Helicóptero utilitario            | Airbus Helicopters                        |
| Harbin Z-9                         |                          | China                    | Helicóptero utilitario            | Harbin Aircraft Manufacturing Corporation |
| Helicópteros de transporte militar |                          |                          |                                   |                                           |
| Mil Mi-8                           |                          | Rusia                    | Helicóptero de transporte militar | Fábrica de helicópteros Mil de Moscú      |
| Helicópteros de ataque             |                          |                          |                                   |                                           |
| Mil Mi-24                          |                          | Rusia                    | Helicóptero de ataque             | Fábrica de helicópteros Mil de Moscú      |

#### Drones
| Aeronave      | Fotografía | Origen  | Tipo     | Fabricante |
| Drones        | Drones     | Drones  | Drones   | Drones     |
| ------------- | ---------- | ------- | -------- | ---------- |
| Bayraktar TB2 |            | Turquía | MALEUCAV | Baykar     |

### Graduación militar (Fuerza Aérea)

#### Generales
| Grado militar       | Insignia | Rangos OTAN |
| ------------------- | -------- | ----------- |
| Teniente General    |          | OF-8        |
| General de Ejército |          | OF-7        |
| General de División |          | OF-6        |
| General de Brigada  |          | OF-5        |

#### Oficiales y cadetes
| Grado militar    | Insignia | Rangos OTAN |
| ---------------- | -------- | ----------- |
| Coronel          |          | OF-4        |
| Teniente coronel |          | OF-4        |
| Comandante       |          | OF-3        |
| Capitán          |          | OF-2        |
| Teniente         |          | OF-1        |
| Alférez          |          | OF-1        |
| Cadete           |          | OF-D        |

#### Suboficiales y tropa
| Grado militar    | Insignia | Rangos OTAN |
| ---------------- | -------- | ----------- |
| Sargento mayor   |          | OR-6        |
| Sargento primero |          | OR-5        |
| Sargento         |          | OR-4        |
| Cabo primero     |          | OR-3        |
| Cabo             |          | OR-2        |
| Soldado          |          | OR-1        |

## Gendarmería Nacional de Yibuti
La Gendarmería Nacional de Yibuti es un organismo encargado de hacer cumplir la ley. La Gendarmería Nacional de Yibuti (en francés: Gendarmerie Nationale Djiboutienne) es la fuerza encargada de las tareas de aplicación de la ley especializadas y de alto riesgo. Es una de las dos principales fuerzas policiales de Yibuti (la otra es la Policía de Yibuti, una fuerza civil) ambas con jurisdicción sobre la población civil. Es una rama de las Fuerzas Armadas de Yibuti y está bajo la jurisdicción del Ministerio del Interior, su área de responsabilidad incluye las ciudades más pequeñas y las áreas rurales.

### Historia de la Gendarmería Nacional
La Gendarmería de Yibuti fue creada el 6 de junio de 1977, encabezada por una autoridad civil que lleva el título de director general.  En 1978, el puesto de director general fue abolido y la Institución quedó bajo la autoridad del Jefe del Estado Mayor de las Fuerzas Armadas de Yibuti. Constituye un cuerpo del ejército nacional y está comandado de facto por un oficial superior que lleva el título de comandante del cuerpo. En ese momento, la Institución contaba con un personal de 300 gendarmes. Colocada bajo la autoridad directa del Jefe del Estado Mayor General de las Fuerzas Armadas, la Gendarmería es administrada y comandada de la misma manera que los demás Cuerpos del ejército, estando centralizadas las decisiones importantes, a nivel del alto mando militar.  La Institución no se beneficia de ninguna política específica y está sujeta a la política general de empleo vigente en todas las formaciones militares, y esto en todos los niveles: administración de personal, administración financiera y presupuestaria, instrucciones y pasantías, etc. Fuerza militar de pleno derecho, en 1991, la gendarmería participó junto con las demás fuerzas armadas durante el conflicto armado que sacudió al país desencadenado por el Frente para la Restauración de la Unidad y la Democracia. En esta situación de guerra y sus acontecimientos, la plantilla de la Institución se reflotó, en particular con las incorporaciones en el marco de la movilización general.

## Guardia Costera de Yibuti
La Guardia Costera de Yibuti es una institución civil encargada de proteger los intereses de la República de Yibuti en el mar. 

### Historia de la guardia costera
Formada el 4 de diciembre de 2010, la guardia costera se encarga de combatir la pesca ilegal y la explotación de los recursos naturales, lleva a cabo misiones de búsqueda y rescate, protección de la ecología y la pesca, lucha contra la contaminación marina, realiza tareas de vigilancia para prevenir el vaciado de las aguas de lastre, lucha contra el terrorismo y el tráfico de personas y substancias estupefacientes. Al igual que muchos otros guardacostas, la guardia costera de Yibuti participa en la defensa de la nación y el mantenimiento del orden como una fuerza militar del país mediante el uso de sus capacidades marítimas. La guardia costera permanece bajo control civil en tiempos de paz. La Guardia Costera vigila los buques que navegan en las aguas territoriales de Yibuti. La Guardia Costera de Yibuti ha interceptado barcos de refugiados y ciudadanos migrantes que cruzaban el estrecho de Bab el-Mandeb.

### Funciones de la guardia costera
La guardia costera de Yibuti cumple cinco funciones fundamentales: 
1. Salvamento marítimo: La guardia costera lleva a cabo tareas de búsqueda y rescate y salvamento marítimo. 
2. Seguridad marítima: Hay que proteger las fronteras marítimas contra el narcotráfico, la inmigración ilegal y el contrabando, para ello la guardia costera lleva a cabo tareas de vigilancia pesquera y cumplimiento de la normativa marítima. 
3. Movilidad marítima: Hay que facilitar el comercio y la navegación marítima manteniendo el acceso y la seguridad de las rutas marítimas. 
4. Defensa nacional: Es necesario participar en la defensa de la nación y mantener el orden público como última fuerza militar del país mediante el uso de sus capacidades marítimas.
5. Protección de los recursos naturales: La guardia costera lucha contra la contaminación y los daños al medio ambiente natural relacionados con actividades como el transporte, la pesca y las embarcaciones de recreo. 

### Equipamiento naval
| Clase 200 Super Esperanza     | Buque patrullero | Italia | 2 |  |
| Clase 500                     | Buque patrullero | Italia | 4 |  |
| Barco patrullero de 20 metros | Buque patrullero | Japón  | 2 |  |
| Barco patrullero de 19 metros | Buque patrullero | Japón  | 2 |  |

## Guardia Republicana de Yibuti
La Guardia Republicana de Yibuti es una unidad militar de Yibuti. La Guardia Republicana de Yibuti (en francés: Garde Républicaine Djiboutienne) es una sección de las Fuerzas Armadas de Yibuti que ofrece servicios de seguridad a las más altas autoridades del estado de Yibuti. La guardia republicana está bajo la autoridad directa del Presidente de Yibuti. La unidad es considerada tradicionalmente como una unidad militar leal al gobierno, y es la unidad mejor armada y entrenada de las fuerzas armadas, es la unidad de seguridad más poderosa de Yibuti y es responsable de garantizar la seguridad nacional del país africano.